# Perissandria diopsis
Perissandria diopsis là một loài bướm đêm trong họ Noctuidae.